# Břetislav
Břetislav je mužské křestní jméno slovanského původu. Pravděpodobně vzniklo ze staročeského slovesa břěčěti ("zvučet, hlučet"). Vykládá se jako "slavný (bojovým) rykem".
Podle českého kalendáře má svátek 10. ledna.

## Statistické údaje
Následující tabulka uvádí četnost jména v ČR a pořadí mezi mužskými jmény ve srovnání dvou roků, pro které jsou dostupné údaje MV ČR – lze z ní tedy vysledovat trend v užívání tohoto jména:
| Rok       | Četnost      | Pořadí     |
| 1999      | 7 462        | 76.        |
| 2002      | 7 194        | 76.        |
| 2006      | 6 633        | 78.        |
| 2013      | 5 684        | 203.       |
| 2016      | 5 328        | 215.       |
| Porovnání | o 2 134 méně | o 139 hůře |

Změna procentního zastoupení tohoto jména mezi žijícími muži v ČR (tj. procentní změna se započítáním celkového úbytku mužů v ČR za sledované tři roky 1999–2002) je -2,9%, což svědčí o poměrně značném poklesu obliby tohoto jména.

## Břetislav v jiných jazycích
- Slovinsky: Bretislav
- Rusky: Brjačislav
- Polsky: Brzetysław

## Známí nositelé jména
- Břetislav I. – český kníže
- Břetislav II. – český kníže
- Jindřich Břetislav – český kníže
- Břetislav Hodek – český lexikograf, literární vědec, spisovatel a překladatel z angličtiny
- Břetislav Pojar – český scenárista, režisér, výtvarník animovaného filmu a profesor na of. FAMU
- Břetislav Rychlík – český herec, scenárista, režisér a vysokoškolský pedagog
- Břetislav Štorm – český heraldik a pracovník památkové péče